# Dörrenberg Edelstahl
Die Dörrenberg Edelstahl GmbH mit Sitz in Engelskirchen-Ründeroth bearbeitet und vertreibt Edelstahl weltweit. Einen weiteren Schwerpunkt bildet die Oberflächenbehandlung. Das Unternehmen verfügt über vier Standorte in Deutschland sowie acht ausländische Tochtergesellschaften und Joint Ventures.

## Geschichte
Die Familie Dörrenberg war zuvor in der Eisen- und Stahlindustrie des Oberbergischen Landes tätig, einem Zentrum der Frühindustrialisierung in Deutschland. Seit Mitte des 17. Jahrhunderts betrieb sie dort Gruben, Hütten und Hämmer.

### 1860‒1990
Die Firma „Eduard Dörrenbergs Söhne“ wurde 1860 von Friedrich Dörrenberg (1837–1873) und seinem Bruder Rudolph Dörrenberg (1840–1896) im oberbergischen Ründeroth, heute ein Stadtteil von Engelskirchen, gegründet. Zwei Jahre später trat ihr älterer Bruder Eduard Dörrenberg (1834–1909) in das Unternehmen ein. 1869 kauften die drei Brüder den traditionsreichen Ründerother Hammer samt Puddelöfen, Wasserhämmern, Magazin und Eisengießerei. Am neuen Standort, bis heute Hauptsitz, war das Unternehmen in der Lage hochwertigen Raffinierstahl herzustellen. Mit der Marke Janus entwickelte die Firma 1875 erstmals einen Edelstahl der obersten Güteklasse. Aus dem Januskopf des Markenzeichens ging später das doppelte D des Logos hervor. 1884 nahm das Unternehmen die Produktion von Tiegelgussstahl auf. Mit dem sogenannten Schnelldrehstahl entwickelte Doerrenberg nach 1900 ein Verfahren zur Herstellung von besonders hartem Tiegelstahl weiter und vertrieb diesen unter der Marke Hidalgo international. Mit Beginn des Ersten Weltkriegs 1914 wurde die Produktion auf Rüstungsgüter umgestellt. In Ründeroth wurden nun Konstruktionsstähle für die Automobil- und Flugzeugindustrie hergestellt.
Auch nach dem Ende des Ersten Weltkriegs investierte das Unternehmen in die technische Modernisierung und stellte 1928 den ersten Hochfrequenz-Tiegelschmelzofen in Deutschland auf; 1932 wurde der Bereich Edelstahlformguss eingerichtet. Die Zahl der Mitarbeiter stieg bis 1938 auf mehr als 700. Im Zweiten Weltkrieg stellte das Unternehmen die Produktion vollständig auf Rüstungsgüter um. Nur wenige Monate nach Kriegsende im Frühjahr 1945 wurde die Produktion wieder aufgenommen für dringend benötigte Werkzeuge für die Zechen im Ruhrgebiet. Der Edelstahlformguss gewann im Aufschwung des sogenannten Wirtschaftswunders immer größere Bedeutung. 1959 führte Doerrenberg das CVD-Beschichtungsverfahren ein, das die Haltbarkeit von Werkzeugen deutlich erhöhte. Der damit eingerichtete Bereich Oberflächentechnik war ein weiterer Meilenstein der Firmenentwicklung. 1972 wurde die Dörrenberg Edelstahl GmbH gegründet, die das Kerngeschäft der Unternehmensbeteiligungen in Ründeroth bündelte. 1977 baute das Unternehmen mit dem Feinguss einen weiteren Geschäftsbereich auf. Drei Jahre später wurde die aus Japan stammende PVD-Beschichtungstechnik in Deutschland eingeführt. 1985 übertrug die Familie Dörrenberg die Leitung des Unternehmens erstmals familienfremden Managern.

### 1990‒2020
Eine Reorganisation führte 1990 zur Einrichtung der damaligen Geschäftsbereiche Edelstahl, Edelstahlformguss, Feinguss und Oberflächentechnik. Der Aufbau eines Netzes von Warenlagern in Westeuropa verbesserte den Vertrieb. 1996 verkaufte die Familie Dörrenberg die Dörrenberg Edelstahl GmbH an die GESCO Industrie Holding AG in Wuppertal, die in den folgenden Jahren größere Investitionen in den Ausbau und die Modernisierung des Unternehmens ermöglichte. Es startete eine langfristig angelegte Sanierung und Modernisierung des Standorts Ründeroths und der weitere Ausbau des Unternehmens. In einem ersten Schritt wurde das historisch gewachsene Betriebsgelände im engen Tal von Ründeroth systematisch restrukturiert. Alte Hallen und Gebäude verschwanden, neue Lagerflächen entstanden, die Produktionsprozesse wurden optimiert. Der Bereich Oberflächentechnik erhielt 2004 die erste PA-CVD-Anlage in Deutschland sowie eine Randschichthärteanlage für Werkzeuge bis zu 20 Tonnen. Ein Jahr später wurde die Gießerei grundlegend umgebaut. Den Geschäftsbereich Edelstahl lagerte das Unternehmen 2006 an den neuen Standort Wiehl-Weiershagen aus. Herzstück des Wiehler Werks wurde ein computergesteuertes Hochregallager. 2007 folgte der Ausbau der Wärmebehandlung in Ründeroth. Ein neues Service-Center, welches das gesamte Doerrenberg-Programm den Kunden vor Ort sofort zur Verfügung stellte, entstand 2008 in Herford. Das globale Vertriebsnetz wurde durch strategische Partnerschaften mit Unternehmen in den wichtigsten Zielmärkten in Europa, Asien, Australien, Südafrika und Südamerika ausgebaut. Hinzu kamen Tochtergesellschaften in Spanien 2004 und Singapur 2006 sowie eine Beteiligung in der Türkei 2007. Damals neue Werkstoffe wie GP4M (2002), CP4M' (2004), CP2M (2015) und GP2M (2015) sowie RN15X' (2004), NOX (2003) und NICRATO (2006) zeigten die Innovationsfähigkeit des Unternehmens.
Im Krisenjahr 2008/09 brach der Umsatz ein, doch hielt das Unternehmen an der nachhaltigen Investitionsstrategie fest. 2009 übernahm das Unternehmen in Lindlar eine Vakuumhärterei. Der 2010 einsetzende Aufschwung führte zur Erweiterung des Werks Weiershagen in zwei Schritten bis 2012. In Ründeroth baute das Unternehmen 2010/11 das Stahlwerk und die Putzerei aus, 2014 wurde die Oberflächentechnik erweitert. 2013 eröffnete Doerrenberg ein weiteres Werk in Gummersbach-Dieringhausen, 2017 wurde die Niederlassung in Herford erweitert. Der jüngste Standort ist das 2020 errichtete Werk Gummersbach-Kaiserstraße. Weitere ausländische Tochtergesellschaften entstanden 2010 in Taiwan und Südkorea sowie 2011 in China. Die erste Dependance in den USA wurde 2018 eröffnet. Die Entwicklungsabteilung arbeitet seit vielen Jahren eng mit Hochschulen zusammen, besonders im Bereich der Oberflächentechnik. Seit 2009 fördert das Unternehmen Studierende mit dem Doerrenberg StudienAWARD in Kooperation mit dem Lehrstuhl Werkstofftechnik der Ruhr-Universität Bochum und dem Leibniz-Institut für Werkstofforientierte Technologien IWT in Bremen (ehemals IWT-Stiftung Institut für Werkstofftechnik).

## Geschäftsfelder und Standorte

### Vollsortiment Werkzeugstahl
Der Geschäftsbereich Special Steels betreibt an den Standorten Weiershagen, Dieringhausen und Herford eines der größten und modernsten Läger für Werkzeugstahl in Europa mit mehr als 22.000 Tonnen Lagerbestand und über 100 Werkstoffen. Zum Angebot gehören Kalt-, Warm- und Schnellarbeitsstähle, Kunststoffformenstähle, PM-Stähle, Nitrierstähle, rostfreie Chromstähle, Präzisionsflachstähle sowie Sonderstähle aller Art aus dem werkseigenen Stahlwerk. Das Werk Weiershagen verfügt über ein automatisches Hochregallager. Ein Online-Shop erleichtert den Einkauf. Geliefert werden Stahlstäbe in jeder Länge sowie Platten und Blöcke in den gewünschten Formen rund, flach oder vierkant. Für die Bearbeitung der Stähle verfügt Doerrenberg in Europa über mehr als 100 Band- und Blocksägen. In Wiehl-Weiershagen gibt es zudem ein modernes Fräszentrum und weitere Bearbeitungsmöglichkeiten.

### Handel mit Guss- und Schmiedeteilen
Der in Gummersbach ansässige Feinguss bietet Gussprodukte in allen Gießverfahren und mit allen Stahl- und Eisenlegierungen. Ein weltweites Supply Chain Management sichert den Kunden schnellstmögliche Belieferung. Doerrenberg berät bei Werkstoff- und Konstruktionsfragen, entwickelt mit den Kunden Produkte, tauscht Daten über CAD und konstruiert Prüfmittel. Rapid Prototyping, Rapid Tooling, CNC-Bearbeitung und Wärmebehandlung gehören zum Angebot.

### Oberflächentechnik
Die Dörrenberg Oberflächentechnik arbeitet mit Vakuumwärmebehandlung in 8 Härteöfen und 14 Anlassöfen. Der Bereich bietet CVD-, PVD- und PVD-Hybrid-Beschichtung, Polieren sowie das Ent- und Wiederbeschichten an. Weitere Verfahren sind das Plamanitrieren, die NOX®-Behandlung und die Sonderbehandlung GDplus. Zu den besonderen Leistungen gehören das Randschicht- und Induktionshärten, die Werkzeugbearbeitung inklusive Demontage und Montage von Komplettwerkzeugen sowie die Komplettanfertigung von beschichteten rotations-symmetrischen Werkzeugen.

### Tochtergesellschaften und Kooperationen
Die Dörrenberg Edelstahl GmbH besitzt acht ausländische Tochtergesellschaften und Joint Ventures.
- Dörrenberg Tratamientos Térmicos SL, Spanien, gegr. 2004 (Vakuumhärten, Plasmanitrieren)
- Doerrenberg Special Steels Pte. Ltd., Singapur, gegr. 2006, (Werkzeugstahl)
- Doerrenberg Special Steels, Taiwan; gegr. 2010 (Werkzeugstahl)
- Doerrenberg Special Steels, Südkorea, gegr. 2010 (Werkzeugstahl)
- Jiashan Doerrenberg Mould & Die Trading, China, gegr. 2011 (Werkzeugstahl)
- Doerrenberg Speciality Steel Corp., USA, gegr. 2018
- Saglam Metal Sanayi Ticaret A. A., Türkei, Beteiligung seit 2007 (Werkzeugstahl)